# دار بلهوان

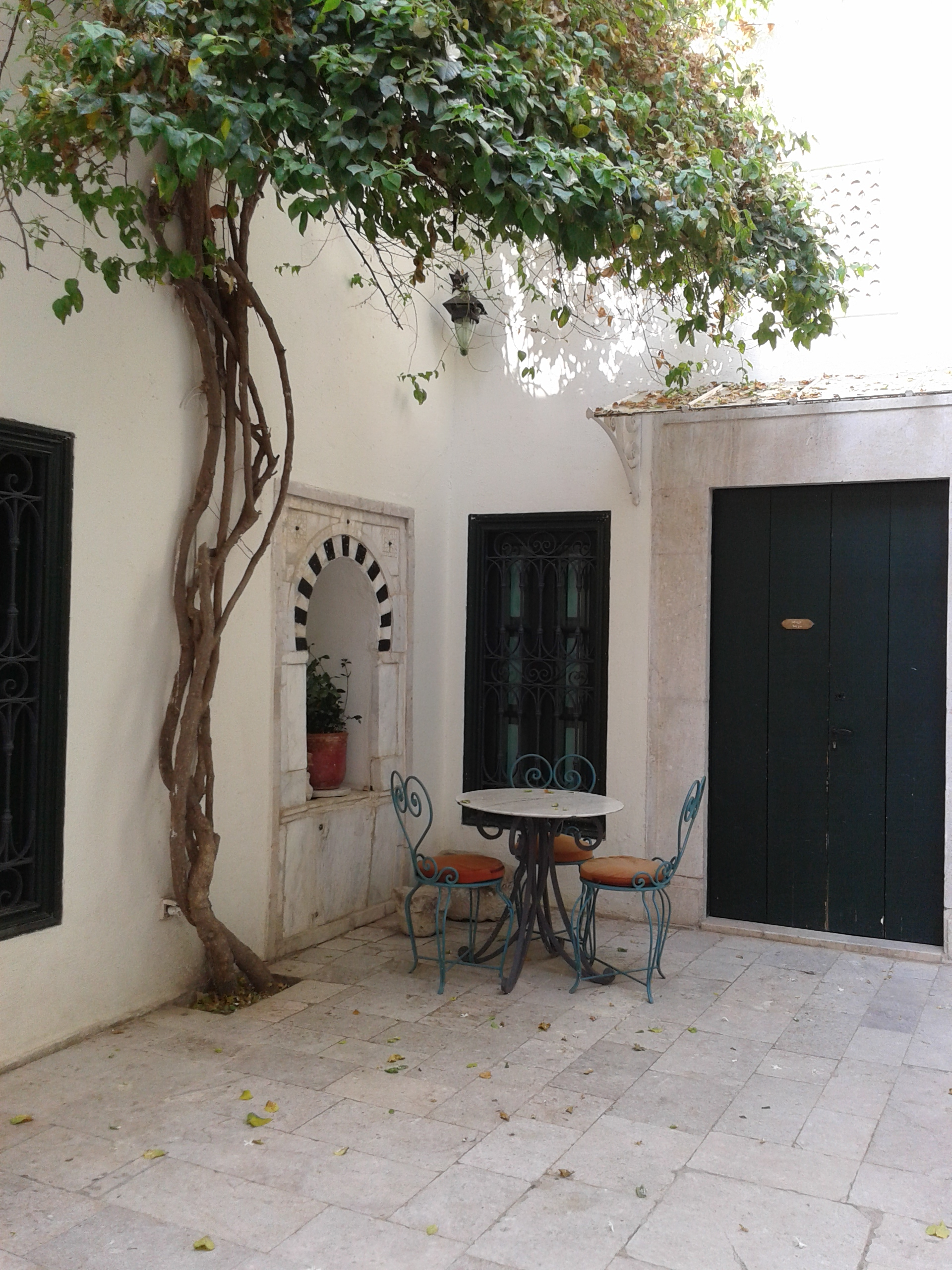
فناء دار بلهوان في وضعه الحالي.

دار بلهوان هي منزل يقع في مدينة تونس العتيقة، تحديدا في 64 نهج سيدي بن عروس. تستغل اليوم في شكل فندق سياحي.

## التاريخ
أحد أفراد عائلة البلهوان كان قد شغل منصب داي تونس في القرن السابع عشر. 

هذا المنزل أصبح فندقا سياحيا تحت اسم دار المدينة، وفتح أبوابه في 2005. يتكون اليوم من 12 غرفة.

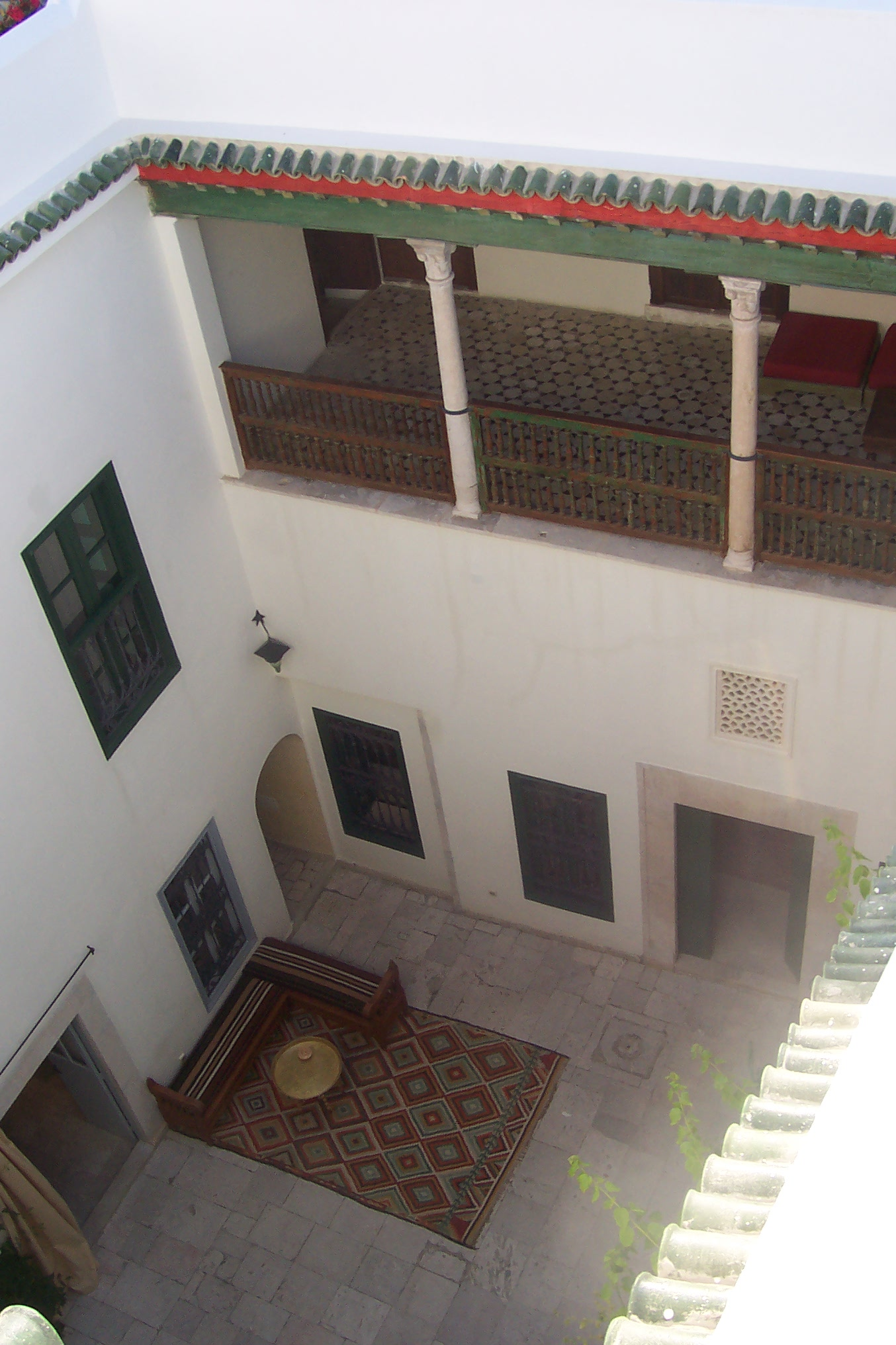
منظر للفناء.
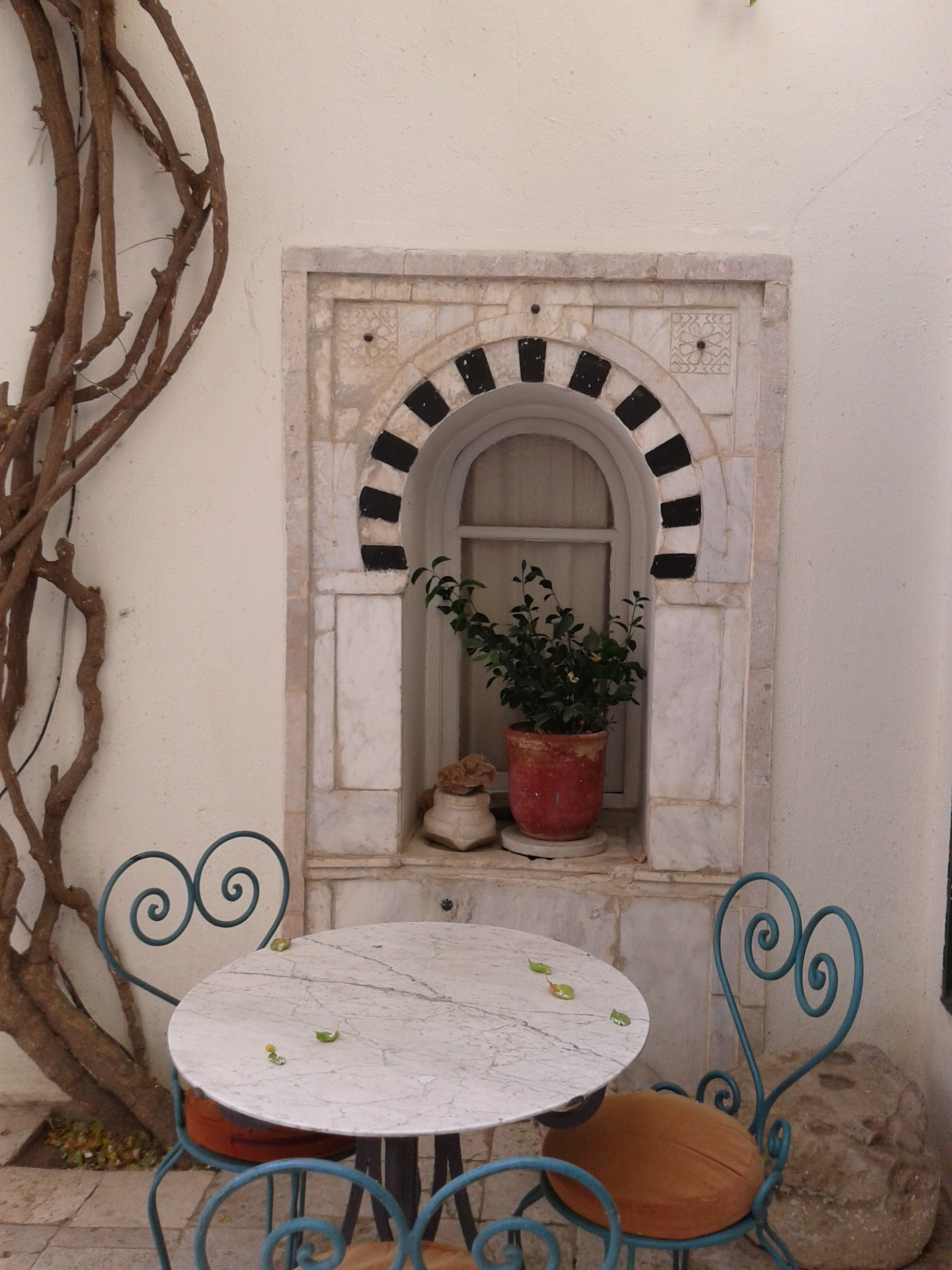
طاولة في الفناء.
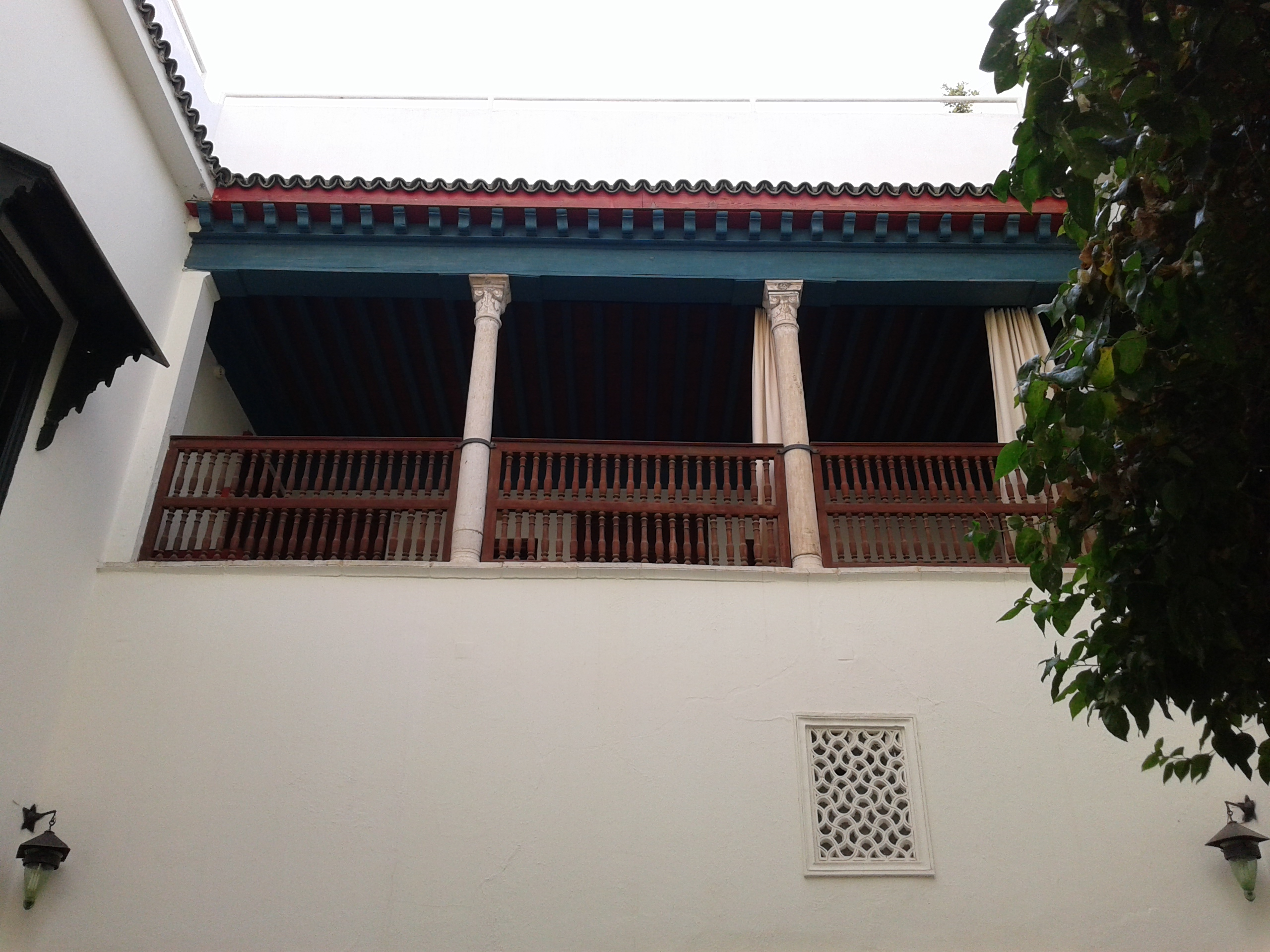
منظر لدرابزين الطابق العلوي.

## مقالات ذات صلة
- قصور مدينة تونس

## روابط خارجية
- الموقع الرسمي.